# Esplanadparken

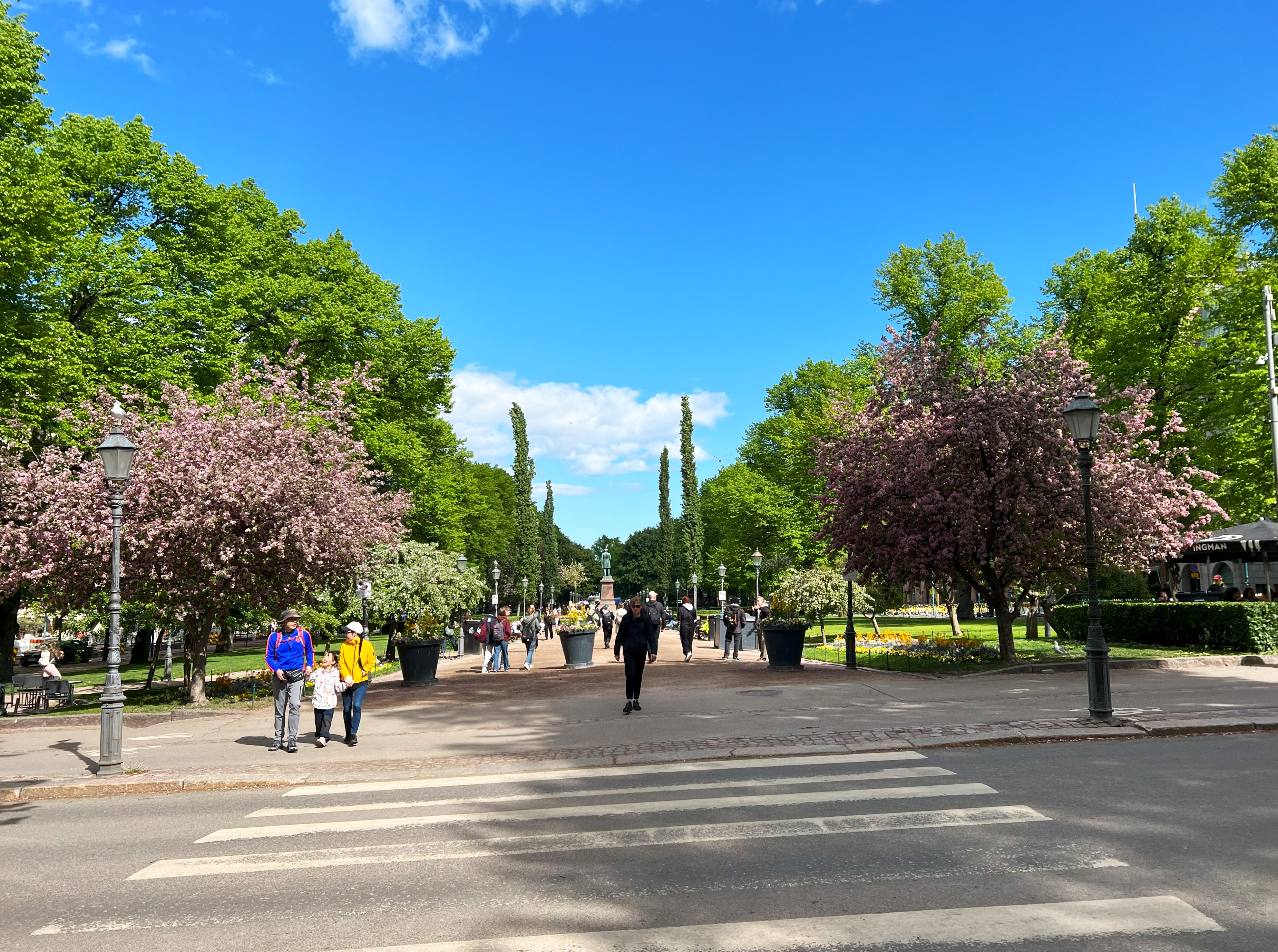
Den centrala delen av Esplanadparken, Runebergsesplanaden.

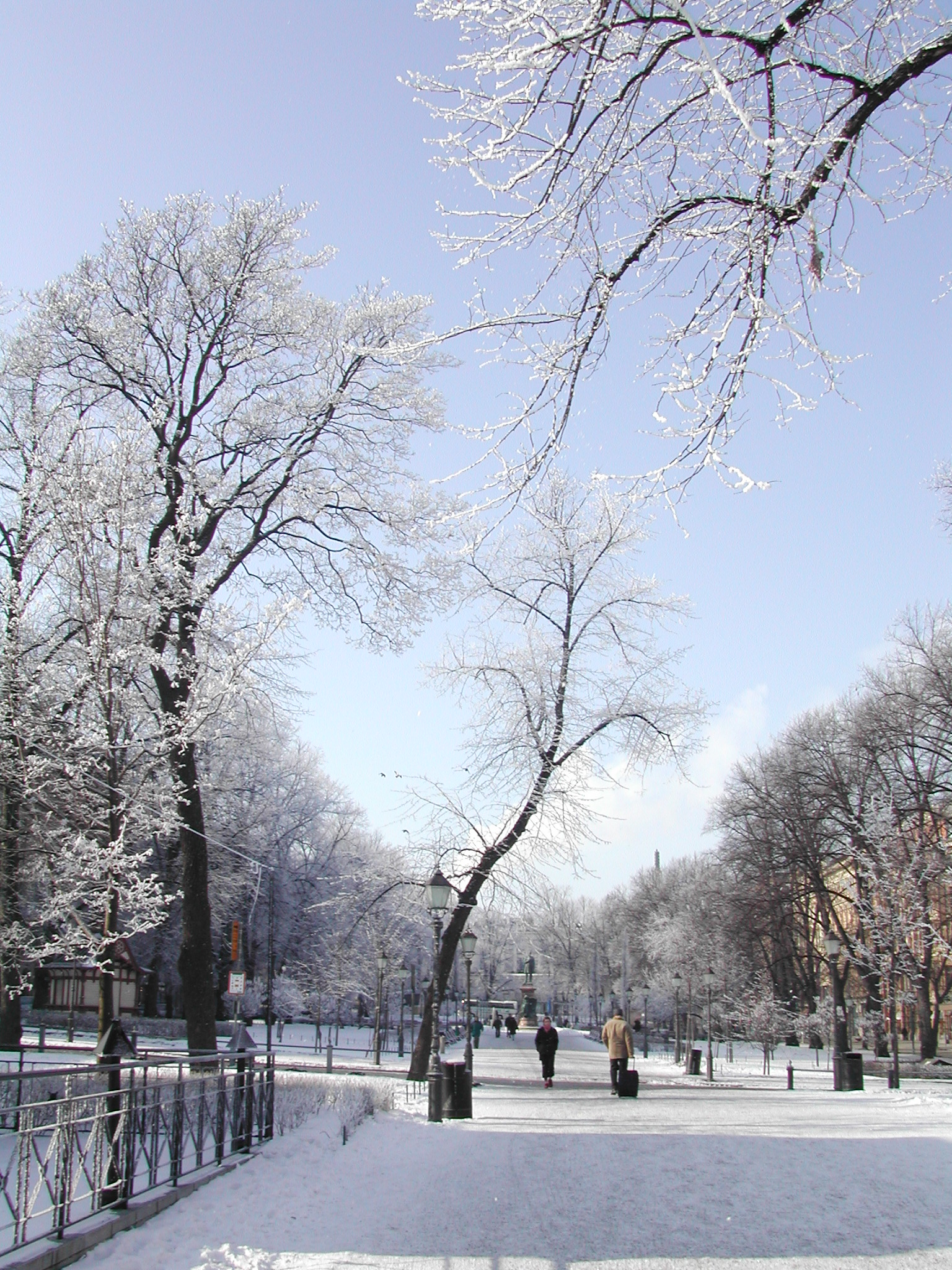
Esplanaden på vintern

Esplanaden, officiellt Esplanadparken (finska: Esplanadin puisto, populärt Espen), är en park i centrala Helsingfors mellan gatorna Norra Esplanaden och Södra Esplanaden. Parken förekom för första gången i Helsingfors stadsplan år 1812. Parken är en av Helsingfors populäraste och kantas på norra sidan av ståtliga nyrenässansbyggnader. 
Parken delas in i tre delar av de gator som korsar parken. Den västligaste delen är Teateresplanaden vid Svenska Teatern. Där finns de två skulpturerna Saga och sanning (1932) av Gunnar Finne över Zacharias Topelius och Eino Leino-statyn (1953) av Lauri Leppänen. Mellan Mikaelsgatan och Fabiansgatan ligger Runebergsesplanaden där statyn över Finlands nationalskald Johan Ludvig Runeberg (1885), skulpterad av Walter Runeberg, står. Den östligaste delen av parken är Kapellesplanaden som fått sitt namn efter restaurang Kapellet. I denna del av parken finns en bassäng omgärdad av de två skulpturerna Hejsan (Snålskjuts) och Vattennymfer av Viktor Jansson..

## Skulpturer i Esplanadparken
- Gunnar Finne: Fiskarna, 1949, Södra esplanaden 22
- Viktor Jansson: Sjöjungfrun, 1941, Södra esplanaden 22
- Lauri Leppänen: Eino Leino, 1953, Teateresplanaden
- Gunnar Finne, Saga och sanning, 1932, Teateresplanaden
- Walter Runeberg: Johan Ludvig Runeberg, 1885, Runebergsesplanaden
- Viktor Jansson: Hejsan/Snålskjuts, 1940, Kapellesplanaden
- Ville Vallgren: Havis Amanda, 1908

Det finns flera detaljer i statyerna som man inte genast märker: Runebergs namn finns inte nämnt på hans staty, endast texten Suomen kansa maamme laulajalle - Af Finlands folk. Det finns en spik på Runebergstatyns huvud för att hindra fåglar att sätta sig där. Eino Leino-skulpturen håller ett mynt i sin hand.
Gunnar Finnes skulptur till minne av Topelius var en kontroversiell fråga och ledde till att en staty föreställande Topelius själv av Ville Vallgren avtäcktes ungefär samtidigt. Den står utanför nuvarande Designmuseet.

## Bildgalleri

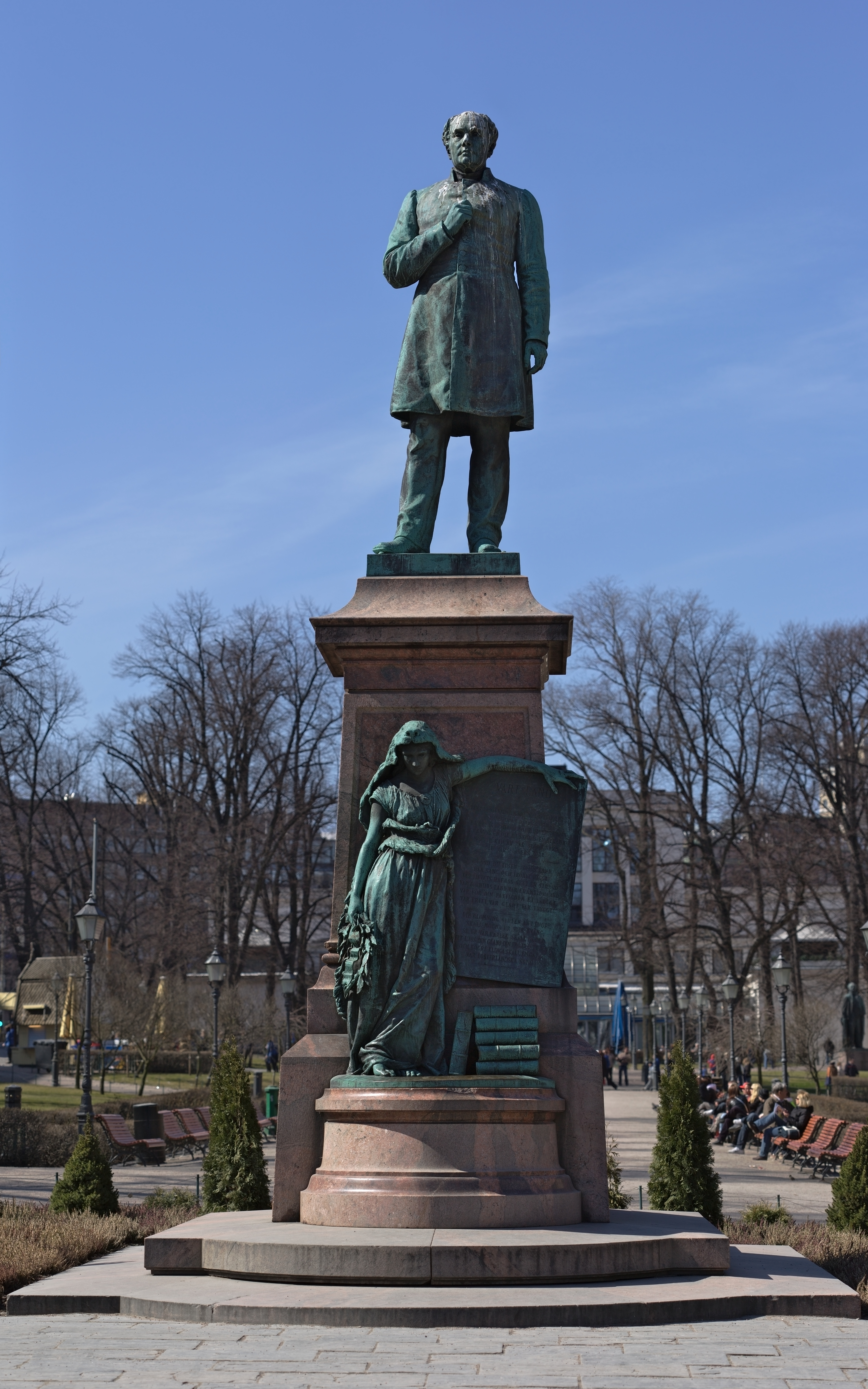
Walter Runeberg: Johan Ludvig Runeberg, 1885, Runebergsesplanaden
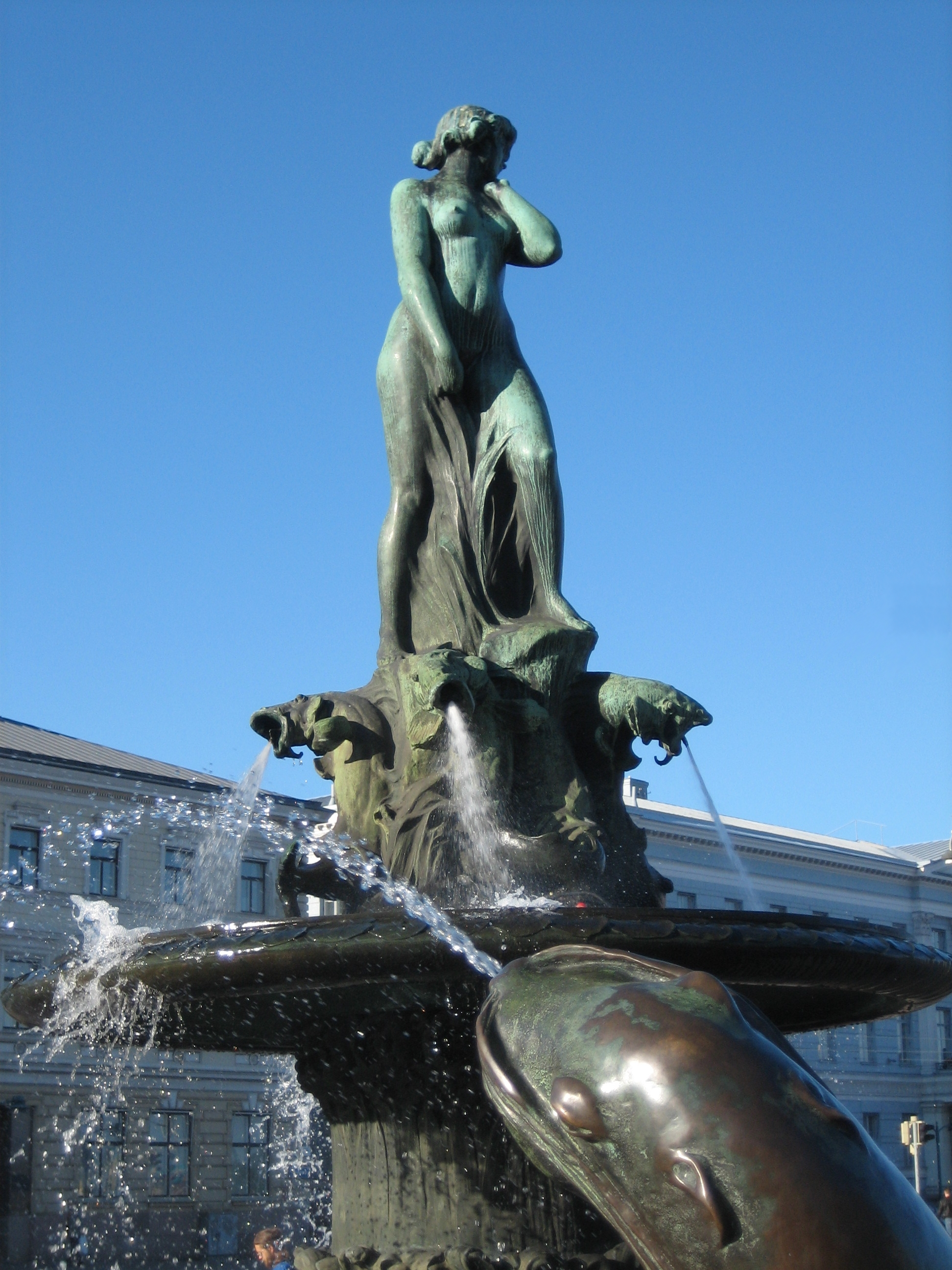
Ville Vallgren: Havis Amanda, 1908